# Guindrecourt-sur-Blaise
Guindrecourt-sur-Blaise é uma comuna francesa na região administrativa de Grande Leste, no departamento de Haute-Marne. Estende-se por uma área de 5,52 km². Em 2010 a comuna tinha 61 habitantes (densidade: 11,1 hab./km²).